# Fluido hidráulico
Fluido hidráulico, também chamado de líquido hidráulico, são um grande grupo de fluidos usados como o meio de transmissão de energia em maquinário hidráulico, sendo qualquer equipamento ou dispositivos que possuam um sistema hidráulico de transmissão de energia e força. Estes equipamentos incluem freios, direção assistida, transmissões em escavadeiras e retroescavadeiras, caminhões de lixo, empilhadeiras, etc. Sistemas hidráulicos são também comuns em sistemas de controle hidráulico de aeronaves 
Os fluidos hidráulicos são dividido em três categorias:  Os compostos sintéticos, óleo mineral, água e misturas baseadas em soluções e emulsões aquosas, sendo que independentemente de sua composição e propriedades em diversas temperaturas, sua característica mais importante é a baixa compressibilidade.

## Óleos Minerais
Os fluidos hidráulicos mais utilizados são produzidos à base de óleo mineral com aditivos adequados. Eles também são chamados simplesmente de óleo hidráulico. Os requisitos para esses óleos hidráulicos estão definidos na norma ISO 6743/4 com as designações HL, HM e HV. Na Alemanha, as designações H, HL, HLP e HVLP são comuns, conforme a norma DIN 51 524.
- H: sem aditivos ativos, correspondendo aos óleos lubrificantes segundo a norma DIN 51 517. Atualmente, esses óleos hidráulicos quase não são mais utilizados.
- HL: com aditivos para aumentar a proteção contra corrosão e a resistência ao envelhecimento (também HL conforme DIN 51 524, parte 1). São usados em pressões de até 200 bar e suportam as cargas térmicas usuais.
- HLP: com aditivos para aumentar a proteção contra corrosão, com aditivos para alta pressão e resistência ao envelhecimento (também HLP conforme DIN 51 524, parte 2). São utilizados em pressões de até e acima de 200 bar e suportam as cargas térmicas usuais.
- HM: com aditivos para aumentar a proteção contra corrosão, a resistência ao envelhecimento e para reduzir o desgaste por atrito na zona de lubrificação mista (também HLP conforme DIN 51 524, parte 2).
- HV: com aditivos para aumentar a proteção contra corrosão, a resistência ao envelhecimento, reduzir o desgaste por atrito na zona de lubrificação mista e melhorar o comportamento viscosidade-temperatura (também HVLP conforme DIN 51 524, parte 3).
- HLPD: com aditivos para aumentar a proteção contra corrosão, resistência ao envelhecimento e aditivos detergentes (designação alemã, não padronizada).[1]

Além desses óleos hidráulicos padronizados, também podem ser utilizados óleos de motor e óleos de transmissão para aplicações hidráulicas móveis. Os óleos para transmissões automáticas (ATF → Automatic Transmission Fluid) são usados em conversores hidrodinâmicos e são óleos hidráulicos cujas propriedades de lubrificação e fricção foram aprimoradas por meio de aditivos para atender às necessidades dos mecanismos presentes nas transmissões. Eles estão sujeitos a normas específicas de fabricantes, bem como a normas publicadas por fabricantes que também são amplamente utilizadas. Entre muitas outras, incluem-se as séries Dexron e Mercon.
1. ↑  CarArco (5 de fevereiro de 2025). «Hydraulic oils: The ultimate guide». Wodoil (em alemão). Consultado em 7 de fevereiro de 2025
2. ↑  «Everything you need to know about ATF oil». REPSOL (em inglês). Consultado em 7 de fevereiro de 2025